# Nestor Burma court la poupée
Nestor Burma court la poupée est un roman policier français de Léo Malet, paru en 1971 aux éditions Fleuve noir. Il s’agit d'une réécriture, considérée par l'auteur comme la version définitive, du roman Coliques de plomb, paru en 1948. C'est également le tout dernier roman achevé de la série ayant pour héros le détective Nestor Burma.

## Résumé
Nestor Burma accepte d'enquêter pour le compte de parents de Yolande Bonamy dont l'avortement a mal tourné. Il se rend donc à la villa du docteur Muffat, à Boulogne, mais ce dernier, qui se sentait très menacé, a déjà embauché un garde du corps pour assurer sa sécurité. Pour l'impressionner, Burma évoque une poupée, ce qui rend Muffat nerveux au point de lui refiler quelques billets avant de le congédier. 
Intrigué, le détective revient sur les lieux un peu plus tard et est témoin, depuis un balcon où il s'était perché, du meurtre du docteur et de son garde du corps. 
Après le départ de l'assassin, Burma effectue une fouille en règle de la villa, trouve des valises préparées pour un départ imminent et s'empare du carnet d'adresses du docteur. Il constate ainsi que Muffat connaissait des truands et qu'il trempait probablement dans de sales affaires. Et, puisqu'il a été payé pour s'intéresser au docteur et qu'il est curieux de nature, le détective entend découvrir qui est derrière ce double assassinat. Et il y parviendra, cependant que les parents de Yolande croiront, ironiquement, que Burma a lui-même exécuté le docteur et que leur argent a été ainsi fort bien employé.

## Éditions
- Fleuve noir, 1971
- Fleuve noir, Spécial Police no 1668, 1981
- Éditions Robert Laffont, collection Bouquins, 1987 ; réédition en 2006
- 10-18, Grands détectives no 2110, 1990
- Presses de la Cité, Les Aventures de Nestor Burma no 13, 1991

## Adaptation à la télévision
- 1995 : Nestor court la poupée, épisode 4, saison 3, de la série télévisée française Nestor Burma réalisé par Joël Séria, adaptation du roman Nestor Burma court la poupée de Léo Malet, avec Guy Marchand dans le rôle de Nestor Burma.

## Sources
- Jacques Baudou (dir.), Les Nombreuses Vies de Nestor Burma, Nantes, Les Moutons électriques, coll. « La Bibliothèque rouge no 18 », 2010, 333 p. (ISBN 978-2-36183-003-8, OCLC 670472170), p. 84-89.
- Francis Lacassin, Sous le masque de Léo Malet, Nestor Burma, Amiens, Encrage, coll. « Portraits » (no 4), 1991 (ISBN 978-2-906-38932-8, OCLC 406670086), p. 114-118.
- Jean Tulard, Dictionnaire du roman policier : 1841-2005. Auteurs, personnages, œuvres, thèmes, collections, éditeurs, Paris, Fayard, 2005, 768 p. (ISBN 978-2-915793-51-2, OCLC 62533410), p. 525-526.